# 相位裕度

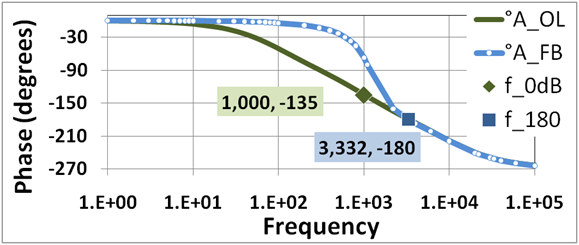
一個放大器的波德相位圖，f_0dB是零dB增益時的頻率，當時的相位為135度，相位裕度為45度。

在电子放大器中，相位裕度（PM, Phase Margin）是在零dB增益時，放大器的输出信号（相对于其输入）的相位与-180°之间的差（单位为度）。
{\displaystyle \mathrm {PM} =\Delta \phi -(-180^{\circ })=\Delta \phi +180^{\circ }}.
例如，放大器在零dB時的相位落後是-135°，則其相位裕度為-135°+180°=45°。

## 理論
通常开环相位延遲（相对于输入）随频率變化，逐步增加到超过-180°，此频率下输出信号（相对于输入）反相。PM为正值，但会随着频率上升而下降，在截止频率（PM = 0）反相。频率继续增加，在高于截止频率后PM为负值（PM < 0）。在存在负反馈时，环路增益超过1的情况下PM为零或负值时会导致系统不稳定。因此PM为正是能保证该电路正常工作（不振荡）的“安全裕度”。这不仅适用于放大器电路，同样适用于不同负载条件（如无功负载）下的有源滤波器。在最简单的形式中，涉及有非抗性反馈的理想负反馈电压放大器，在放大器的开环电压增益等于所需闭环直流电压增益时测定相位裕度。
更一般地，PM是由放大器及其反馈网络结合在一起（通常在放大器输入处开环）定义的，在环路增益为1的频率测定，并在闭合回路之前，通过尝试输入源的开环输出的方式，将其从中去除。
在上述环路增益定义中，假设放大器输入呈现零负载。要在零负载输入下工作，为了确定该环路增益的频率响应，反馈网络的输出需要加一个等效负载。
假定增益对频率的图象以一个负斜率穿过单位增益仅一次。只有在抗性或有源反馈网络（如有源滤波器的情形）才需要这么考虑。
相位裕度及其相关重要概念波德圖，是闭环动态控制系统稳定性的量度。相位裕度能够表现相对稳定性（其对于阶跃函数等输入变化的阻尼响应振荡的倾向）。增益裕度能够表现绝对稳定性和给定任意干扰，不加限制，系统会振荡的程度。
所有的放大器的输出信号相比其输入信号都呈现出时间延迟。此延迟会引起放大器的输入和输出信号之间的相位差。如果放大器的级数足够多，某一频率下的输出信号就会比输入信号滞后一个周期。在此情况下，放大器的输出信号的相位会与其输入信号的相位相同，虽然滞后了360°，也就是说输出的相位角为−360°。这个延迟对使用反馈的放大器有很大影响。原因是：若输出信号反馈的相位处于与放大器的开环电压增益等于其闭环电压增益的频率且开环电压增益为1或更大，则放大器会振荡。出现振荡的原因是输出信号反馈会在该频率加强输入信号。  在常规运算放大器中，临界输出相位角为−180°，因为输出是通过−180°的反相输入反馈到输入的。
在实际设计中，反馈放大器的相位裕度超出0°许多，尽管相位裕度为1°的放大器理论上就是稳定的了。原因在于许多实际因素会将相位裕度减小到低于理论最小值。最好的例子就是放大器的输出连到一个容性负载上。因此，运算放大器通常要补偿到最小相位裕度为45°左右。这一意味着处于开环与闭环增益相同的频率时相位裕度为−135°。计算为：-135° - (-180°) = 45°.  为确保足够的相位裕度所做的补偿的方法和结果的详细分析参见Warwick
或者Stout。另请参阅条目“极点分离”。通常放大器都会设计成典型相位裕度为60度。如果典型相位裕度在60度附近，那么最小相位裕度就会大于45度。相位裕度为60度也是一个神奇的数字，因为当试图跟随电压阶跃输入（巴特沃斯滤波器设计）时，调节时间最短。相位裕度小的放大器会振铃较长时间，而相位裕度更大的放大器上升到电压阶跃的最终水平所花时间就会较长。
另一個相關的度量是增益裕度。增益裕度是以相位為裕度是-180度時的增益為準進行計算。

## 脚注
1. ↑  振铃是指输出信号周期的一部分出现的衰减振荡；参见振铃现象。

## 外部連結
- Loop Gain and its Effects on Analog Circuit Performance （页面存档备份，存于）